# Rozeille
Die Rozeille ist ein Fluss in Frankreich, der im Département Creuse in der Region Nouvelle-Aquitaine verläuft. Sie entspringt unter dem Namen Ruisseau de Sarcenoux im Gemeindegebiet von Beissat, entwässert generell Richtung Nordwest durch den Regionalen Naturpark Millevaches en Limousin und mündet nach rund 34 Kilometern im Gemeindegebiet von Moutier-Rozeille als rechter Nebenfluss in die Creuse.

## Orte am Fluss
(Reihenfolge in Fließrichtung)
- Beissat
- Magnat-l’Étrange
- Pontcharraud
- Sainte-Feyre-la-Montagne
- Rozeille, Gemeinde Moutier-Rozeille